# In den Gärten Pharaos
In den Gärten Pharaos – drugi album studyjny niemieckiego zespołu krautrockowego Popol Vuh, wydany nakładem wytwórni fonograficznej Pilz w 1971 roku.

## Lista utworów
Opracowano na podstawie materiału źródłowego.
Wydanie LP:
Strona A:
| Nr | Tytuł utworu            | Muzyka    | Długość |
| -- | ----------------------- | --------- | ------- |
| 1. | „In den Gärten Pharaos” | Popol Vuh | 17:37   |
|    |                         |           | 17:37   |

Strona B:
| Nr | Tytuł utworu | Muzyka    | Długość |
| -- | ------------ | --------- | ------- |
| 1. | „Vuh”        | Popol Vuh | 19:48   |
|    |              |           | 19:48   |

Wydanie CD (SPV Recordings 2004):
| Nr | Tytuł utworu             | Muzyka    | Długość |
| -- | ------------------------ | --------- | ------- |
| 1. | „In den Gärten Pharaos”  | Popol Vuh | 17:37   |
| 2. | „Vuh”                    | Popol Vuh | 19:53   |
| 3. | „Kha-White Structures 1” | Popol Vuh | 10:15   |
| 4. | „Kha-White Structures 2” | Popol Vuh | 10:10   |
|    |                          |           | 57:55   |

## Twórcy
Opracowano na podstawie materiału źródłowego.
Muzycy:
- Florian Fricke – syntezator Mooga, organy, piano Fendera
- Frank Fiedler – syntezator Mooga
- Holger Trülzsch – afrykańskie i tureckie instrumenty perkusyjne

Produkcja:
- Popol Vuh, Bettina Fricke - produkcja muzyczna
- Frank Fiedler – miksowanie
- Helmut Fritz – oprawa graficzna